# ラブチェカン
ラブチェカン（Labuche Kang）またはラブチェカンI峰は、中華人民共和国チベット自治区にあるヒマラヤ山脈の北の外れの山である。ロールワリン・ヒマールの北西、シシャパンマの東に位置する。この山は、ヒマラヤ山脈の中でもあまり知られていない区域に存在する。この区域は、ラブチェ・ヒマール(Labuche Himal)、パマリ・ヒマール(Pamari Himal)、ラプチカン(Lapchi Kang)と呼ばれ、タマコシ川の西側の谷から、スンコシ川の谷とニャラムトン・ラまで伸びており、アラニコ・ハイウェイ・中尼公路がヒマラヤ山脈を横断している。この区域は、アラニコ・ハイウェイの東にあるネパールに南下する。ガンジス川の支流であるコシ川の流域内にある。
ラブチェカンは1987年に日本・中国の遠征隊により西稜から初登頂された。その後、2010年10月にアメリカの登山家ジョー・パーイヤーが登頂中に滑落して死亡した他には、登頂に挑戦した記録はない。